# Ichneumon paradoxus
Ichneumon paradoxus är en stekelart som beskrevs av Léon Abel Provancher 1882. Ichneumon paradoxus ingår i släktet Ichneumon och familjen brokparasitsteklar. Inga underarter finns listade i Catalogue of Life.